# Arenaria curvifolia
Arenaria curvifolia là loài thực vật có hoa thuộc họ Cẩm chướng. Loài này được Majumdar mô tả khoa học đầu tiên năm 1980.